# Fistulariidae

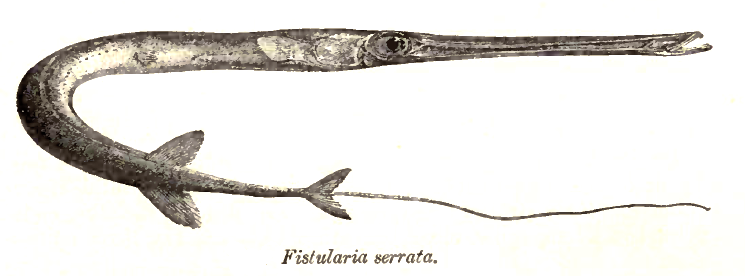
Corneta colorada (F. petimba).

Los peces corneta son una pequeña familia zoológica de los fistuláridos (Fistulariidae) de peces del orden Syngnathiformes, familia con un solo género Fistularia, hallado mundialmente en medios marinos tropicales y subtropicales. Su nombre procede del latín fistula = tubería, por la forma general del cuerpo.
Aparecen por primera vez en el registro fósil en el Eoceno medio, durante el Terciario inferior.

## Morfología
Tienen el cuerpo extremadamente alargado con promedio de 2 m de longitud y ligeramente deprimido, se parecen a  muchas anguilas, pero tienen aletas bien distinguibles dorsales, aleta anales, aleta caudal bifurcada cuyos rayos céntricos forman un filamento alargado; la línea lateral está bien desarrollada y se extiende hacia el filamento caudal.

## Hábitat e importancia pesquera
Viven  generalmente en aguas abiertas costeras o en arrecifes de coral, donde comen pequeños peces, crustáceos y demás invertebrados.
Tiene interés menor en la pesca, y puede encontrárselo en mercados locales.

## Especies
Existen sólo cuatro especies en este género y familia:
- Género Fistularia.
  - Fistularia commersonii (Rüppell, 1838) - Pez corneta azulado o Corneta pintada.
  - Fistularia corneta  (Gilbert y Starks, 1904) - Corneta flautera o Trompeta lisa.
  - Fistularia petimba (Lacepède, 1803) - Corneta colorada o Trompetero.
  - Fistularia tabacaria (Linnaeus, 1758) - Pez corneta, Corneta azul, Corneta látigo, Trompetero, Pipa, Guía pandala o Flauta.